# Jean Louis Ska
Jean Louis Ska (Arlon, 1946) è un religioso, biblista e teologo belga.

## Biografia
Ha studiato filosofia a Namur (Belgio), teologia a Francoforte (Germania) ed esegesi biblica al Pontificio Istituto Biblico di Roma, dove ha conseguito il dottorato in sacra Scrittura nel 1984.
Nel 1964 è entrato nella Compagnia di Gesù. Tiene corsi sul Pentateuco nel Pontificio Istituto Biblico dal 1983.

## Opere
- Le passage de la mer. Etude de la construction, du style et de la symbolique d'Ex 14,1-31, Roma, 1986
- «Our Fathers Have Told Us». Introduction to the Analysis of Hebrew Narratives, Roma, 1990
- Introduzione alla lettura del Pentateuco. Chiavi per l'interpretazione dei primi cinque libri della Bibbia, Edizioni Dehoniane Bologna, 2000
- L'argilla, la danza e il giardino. Saggi di antropologia biblica, Edizioni Dehoniane Bologna, 2000
- La strada e la casa. Itinerari biblici, Edizioni Dehoniane Bologna, 2001
- Abramo e suoi ospiti. Il patriarca e i credenti nel Dio unico, Edizioni Dehoniane Bologna, 2003
- La parola di Dio nei racconti degli uomini,Cittadella, Assisi, 2003
- Cose nuove e cose antiche (Mt 13,52). Pagine scelte del Vangelo di Matteo, Edizioni Dehoniane Bologna, 2004
- Il libro sigillato e il libro aperto, Edizioni Dehoniane Bologna, 2005
- I volti insoliti di Dio. Meditazioni bibliche, Edizioni Dehoniane Bologna, 2006
- Il Deuteronomio - Parola Spirito e Vita. Convegno di Camaldoli 2004, Edizioni Compostellane, 2008
- Lessico ragionato dell'esegesi biblica. Le parole, gli approcci, gli autori, con Aletti Jean-Noël, Gilbert Maurice, Queriniana, Brescia, 2006
- Una goccia d'inchiostro. Finestre sul panorama biblico, Edizioni Dehoniane Bologna, 2008
- The Exegesis of the Pentateuch: Exegetical Studies and Basic Questions, Tübingen, Mohr Siebeck, 2009.

Inoltre ha pubblicato numerosi articoli e recensioni in diverse riviste.